# サンゴ礁伝説 青い海のエルフィ
『サンゴ礁伝説 青い海のエルフィ』（さんごしょうでんせつ　あおいうみのエルフィ）は、1986年5月19日（月曜） 19:30 - 20:54 （日本標準時）にフジテレビ系列局で放送された単発テレビアニメである。フジテレビと日本アニメーションの共同製作。
フジテレビのこの時間帯は単発テレビドラマ枠の『月曜ドラマランド』であるが、本作はそれとは無関係のNTT提供の単発スペシャルアニメとして放送された。キャッチコピーは「海はあなたに愛されたい」。元アイドル歌手の城みちるの再デビュー作品としても話題になった。

## あらすじ
未来の地球、それは400年前の洪水により陸地は殆ど水没した世界であり、残された人類は人工的に造られた海上都市で暮らしていた。12歳の少女エルフィは1歳上の兄アルカスと兄妹として育てられていたが、ある日、自分が水棲人である事に気づく。人間と水棲人が対立する中、エルフィは人間と水棲人の戦いを止めさせようと立ち上がる。

## 登場人物・キャスト
- エルフィ - 島本須美
- アルカス - 城みちる
- ネレウス - 鈴木瑞穂
- カリスマ - 内海賢二
- リベル - 藤本譲
- ビアス - 神山卓三
- ソロン - 矢田稔
- タレース - 平林尚三
- ピッタコス - 加藤正之
- タウマス - 松岡文雄
- ジョー - 喜多川拓郎
- スミス - 福士秀樹
- 水棲人の青年 - 堀内賢雄
- 係員A - 小滝進
- 係員B - 田中和実
- 兵士 - 古田信幸
- その他 - 安永沙都子、神代智恵、大城まつみ

## スタッフ
- 製作 - 本橋浩一
- 製作管理 - 高桑充
- 企画 - 佐藤昭司、久保田栄一
- プロデューサー - 遠藤重夫、石川泰平
- 脚本 - 藤本信行
- 監督 - 黒田昌郎
- 場面設定 - 森康二
  - クレジットでは「場面設定　森康二」とあるが、絵コンテを担当しており、その絵コンテは日本アニメーション社内に現存している[要出典]。
- 作画監督 - 小川隆雄、小泉謙三
  - 本編のクレジット表記は「作画監督　小川隆雄　小泉謙三」とあるが、実際にはメインキャラクターを小泉、サブキャラクターを小川が担当した。（関係スタッフの証言による[要出典]）
- 美術監督 - 沼井信郎
- 撮影監督 - 森田俊昭
- 作画 - 羽根章悦、才田俊次、OH!プロダクション、ドラゴンプロダクションほか
- キャラクターデザイン - 小田部羊一
- メカニックデザイン - 小泉謙三
- 音楽 - 渡辺俊幸
- 製作 - フジテレビ、日本アニメーション
- イメージキャラクター - 佐藤亜里香

## 主題歌
「マーメイド・イン・ブルー」
作詞・作曲 - 種ともこ / 編曲 - 武部聡志 / 歌 - 種ともこ
オープニングテーマ・エンディングテーマ共通。
1986年5月21日にシングル（EP盤）発売。2008年11月現在、シングルバージョンはA面・B面 (Ending Version) 共に未CD化。2000年に発売された日本アニメーション創立25周年記念CD-BOX『アニメ主題歌大全集』に収録されたものはテレビ版音源である。種ともこのアルバムに収録されているものはすべて再録音版である。